# Silvio Fagiolo
Silvio Fagiolo (* 15. Juli 1938 in Rom; † 28. Juni 2011 in Mailand) war ein italienischer Diplomat.

## Leben
1961 machte er einen Abschluss in Rechtswissenschaften. Zunächst war er bei der Europäischen Wirtschaftsgemeinschaft tätig. 1969 trat er in den diplomatischen Dienst Italiens ein und war von 1972 bis 1979 erst als zweiter, dann als erster Sekretär in der italienischen Botschaft in Moskau tätig. Fagiolo beherrschte auch die Russische und Deutsche Sprache. Von 1979 bis 1982 war er wieder in Rom tätig. Weitere Einsätze führten ihn von 1982 bis 1986 an die Botschaften in der Bundesrepublik Deutschland in Bonn und von 1991 bis 1996 in den USA in Washington, D.C. Er gehörte zu den Verhandlern des Vertrags von Maastricht und des Vertrags von Nizza. Fagiolo war von 2000 bis 2001 ständiger Vertreter Italiens bei der Europäischen Union. Ab Februar 2001 war er italienischer Botschafter in Deutschland mit Sitz in Berlin. Im Jahr 2005 wurde er im September Professor für internationale Beziehungen an der Libera Università Internazionale degli Studi Sociali in Rom. Außerdem arbeitete er für die Zeitung Il Sole 24 Ore. Er verstarb plötzlich im Alter von 72 Jahren in Mailand.

## Werke
- Die italienische Ratspräsidentschaft und die Verfassung Europas, 2004